# Ozola hesperias
Ozola hesperias är en fjärilsart som beskrevs av Edward Meyrick 1886. Ozola hesperias ingår i släktet Ozola och familjen mätare. Inga underarter finns listade i Catalogue of Life.